# Антипович, Константин Ерофеевич
Константин Ерофеевич Антипович (1899 — 1949) — украинский советский историк-сфрагистик.

## Биография
Родился в городе Луков Седлецкой губернии (ныне Лукув, Польша) 25 декабря 1899 года[по какому календарю?].
В 1918—1919 годах учился на историко-филологическом факультете Киевского университета, в 1921—1923 годах — в Институте народного образования (Киев). В 1925—1928 годах изучал в аспирантуре денежное обращение на кафедре истории Украины при ВУАН в Киеве (руководитель М. Грушевский).
В 1929—1933 годах был сотрудником Комиссии по изучению социально-экономической истории Украины XVIII—XIX веков при ВУАН, Историко-географической комиссии при ВУАН. С 1930 года — профессор Киевского института народного образования. С 1934 года — научный сотрудник Историко-археографического института ВУАН, с 1935 года киевский областной инспектор охраны памятников культуры, сотрудник музея Киево-Печерского историко-культурного заповедника.
Исследовал историю городов Правобережной Украины в XVIII—XIX веках. Автор фундаментальной сфрагистической статьи «Киевская городская печать» (Юбилейный сборник в честь акад. Д. Багалия, ч. 1. Киев, 1927). Переехал в АО Немцев Поволжья, работал в педагогическом институте города Энгельс.
Умер в 1949 году.

## Публикации
- Антипович К. Є. Київська міська печатка // Юбілейний збірник на пошану академіка Дмитра Йвановича Багалія : З нагоди сімдесятої річниці життя та п'ядесятих роковин наукової діяльності. — Киев, 1927. — С. 825–835. (укр.)